# Мартинес, Роджер
Ро́джер Бе́йкер Марти́нес То́бинсон (исп. Roger Beyker Martínez Tobinson; род. 23 июня 1994, Картахена, Колумбия) — колумбийский футболист, нападающий клуба «Расинг» (Авельянеда) и сборной Колумбии.

## Клубная карьера
В возрасте 17 лет Мартинес был приглашён в Аргентину для обучения в академии «Бока Хуниорс». Он не смог дебютировать за основную команду, так как на тот момент был несовершеннолетним. В том же году Роджер присоединился к молодёжке «Архентинос Хуниорс», а в 2012 году перешёл в «Расинг» из Авельянеды. 18 августа 2013 года в матче против «Тигре» он дебютировал в аргентинской Примере. 18 мая 2014 года в поединке против «Годой-Крус» Роджер забил свой первый гол за «Расинг». Летом того же года он для получения игровой практики на правах аренды перешёл в «Сантамарину». 4 сентября в матче против «Индепендьенте Ривадавия» Мартинес дебютировал в аргентинской Примере B. После окончания аренды он вернулся в «Расинг».
В начале 2015 года Мартинес на правах аренды перешёл в «Альдосиви». 13 февраля в матче против «Велес Сарсфилд» он дебютировал за новую команду. 2 марта в поединке против Атлетико Сармьенто Роджер забил свой первый гол за «Альдосиви». В 2016 году в матчах Кубка Либертадорес против боливийского «Боливара» и колумбийского «Депортиво Кали» Мартинес забил три гола.
Летом 2016 года Роджер перешёл в китайский «Цзянсу Сунин». Сумма трансфера составила 8 млн.евро. 20 июля в матче против «Хэбэй Чайна Фортун» он дебютировал в китайской Суперлиге. В этом же поединке Мартинес сделал «дубль», забив свои первые голы за новую команду. Всего за два неполных сезона в Китае он сыграл 30 матчей, в которых забил 17 голов.
7 января 2018 года Мартинес перешёл в испанский «Вильярреал» за 15 млн евро. Его взяли в качестве замены Седрику Бакамбу. 20 января в матче против «Леванте» он дебютировал в Ла Лиге. 19 мая в поединке против мадридского «Реала» Роджер забил свой первый гол за «Вильярреал». Летом 2018 года Мартинес перешёл в мексиканскую «Америку». 23 июля в матче против «Некаксы» он дебютировал в мексиканской Примере. В этом же поединке Роджер забил свой первый гол за «Америку».

## Международная карьера
29 мая 2016 года в товарищеском матче против сборной Гаити Мартинес дебютировал за сборную Колумбии, заменив во втором тайме Карлоса Бакку. В этом же поединке он забил свой первый гол за национальную команду.
Летом 2016 года Роджер принял участие в Кубке Америки в США. На турнире он сыграл в матчах против команд Чили, Коста-Рики и США.
Летом 2019 года Роджер был приглашён в сборную для участия в Кубке Америки, который состоялся в Бразилии. В первом матче в группе против Аргентины он отличился голом на 71-й минуте, а его команда в итоге одержала победу 2:0. Был признан лучшим игроком матча.

### Голы за сборную Колумбии
| #   | Дата         | Место                          | Противник | Счёт | Результат | Соревнование       |
| --- | ------------ | ------------------------------ | --------- | ---- | --------- | ------------------ |
| 01. | 29 мая 2016  | Марлинс-парк, Майами, США      | Гаити     | 3:1  | 3:1       | Товарищеский матч  |
| 02. | 16 июня 2019 | Фонте-Нова, Салвадор, Бразилия | Аргентина | 2:0  | 1:0       | Кубок Америки 2019 |

## Достижения
Международные
 Колумбия
- Кубок Америки — 2016